# Darren O'Dea
Darren O'Dea (Dublin, 4 februari 1987) is een Iers voormalig voetballer die doorgaans speelde als centrale verdediger. Tussen 2006 en 2019 was hij actief voor Celtic, Reading, Ipswich Town, Leeds United, Toronto, Metaloerh Donetsk, Blackpool, Mumbai City, Dundee en East Kilbride. O'Dea maakte in 2009 zijn debuut in het Iers voetbalelftal en kwam uiteindelijk tot twintig interlands.

## Clubcarrière
O'Dea speelde voor de jeugd van Home Farm toen hij aangetrokken werd door Celtic. Hij speelde er echter niet erg veel en hij werd driemaal verhuurd door de Schotse topclub. Achtereenvolgens was hij actief voor Reading, Ipswich Town en Leeds United. In 2012 besloot de Ierse verdediger om Celtic achter zich te laten en hierop tekende hij bij Toronto. Al na één jaar verliet hij de Canadese club echter en hij tekende later voor drie jaar in Oekraïne, bij Metaloerh Donetsk. Na anderhalf jaar keerde hij terug naar Groot-Brittannië, waar Blackpool zijn nieuwe club werd. Een halfjaar later verliet O'Dea Blackpool voor Mumbai City. Opnieuw duurde zijn avontuur zes maanden. In januari 2016 verkaste de Ier naar Dundee. In 2019 stond hij nog onder contract bij East Kilbride, maar hier speelde hij geen officiële wedstrijd voor hij met voetbalpensioen ging.

## Interlandcarrière
O'Dea debuteerde in het Iers voetbalelftal op 8 september 2009. Op die dag werd een vriendschappelijke wedstrijd tegen Zuid-Afrika met 1–0 gewonnen. De verdediger begon in de basis en speelde het gehele duel mee. Hij werd tevens opgenomen in de selectie voor het EK 2012. Op dit toernooi kwam hij echter niet in actie. Zijn eerste doelpunt maakte hij op 16 oktober 2012, tijdens een 1–4 overwinning op de Faeröer.
| Interlands van Darren O'Dea voor Ierland | Interlands van Darren O'Dea voor Ierland | Interlands van Darren O'Dea voor Ierland | Interlands van Darren O'Dea voor Ierland | Interlands van Darren O'Dea voor Ierland | Interlands van Darren O'Dea voor Ierland |
| №                                        | Datum                                    | Wedstrijd                                | Uitslag                                  | Competitie                               | Goals                                    |
| Als speler bij Reading                   | Als speler bij Reading                   | Als speler bij Reading                   | Als speler bij Reading                   | Als speler bij Reading                   | Als speler bij Reading                   |
| ---------------------------------------- | ---------------------------------------- | ---------------------------------------- | ---------------------------------------- | ---------------------------------------- | ---------------------------------------- |
| 1                                        | 8 september 2009                         | Ierland – Zuid-Afrika                    | 1 – 0                                    | Vriendschappelijk                        |                                          |
| Als speler bij Celtic                    |                                          |                                          |                                          |                                          |                                          |
| 2                                        | 28 mei 2010                              | Ierland – Algerije                       | 3 – 0                                    | Vriendschappelijk                        |                                          |
| Als speler bij Ipswich Town              |                                          |                                          |                                          |                                          |                                          |
| 3                                        | 17 november 2010                         | Ierland – Noorwegen                      | 1 – 2                                    | Vriendschappelijk                        |                                          |
| 4                                        | 8 februari 2011                          | Ierland – Wales                          | 3 – 0                                    | Vriendschappelijk                        |                                          |
| 5                                        | 26 maart 2011                            | Ierland – Macedonië                      | 2 – 1                                    | Vriendschappelijk                        |                                          |
| 6                                        | 29 maart 2011                            | Ierland – Uruguay                        | 2 – 3                                    | Vriendschappelijk                        |                                          |
| 7                                        | 29 mei 2011                              | Ierland – Schotland                      | 1 – 0                                    | Vriendschappelijk                        |                                          |
| 8                                        | 4 juni 2011                              | Macedonië – Ierland                      | 0 – 2                                    | EK 2012 kwalificatie                     |                                          |
| 9                                        | 7 juni 2011                              | Italië – Ierland                         | 0 – 2                                    | Vriendschappelijk                        |                                          |
| Als speler bij Leeds United              |                                          |                                          |                                          |                                          |                                          |
| 10                                       | 10 augustus 2011                         | Ierland – Kroatië                        | 0 – 0                                    | Vriendschappelijk                        |                                          |
| 11                                       | 6 september 2011                         | Rusland – Ierland                        | 0 – 0                                    | EK 2012 kwalificatie                     |                                          |
| 12                                       | 7 oktober 2011                           | Andorra – Ierland                        | 0 – 2                                    | EK 2012 kwalificatie                     |                                          |
| 13                                       | 29 februari 2012                         | Ierland – Tsjechië                       | 1 – 1                                    | Vriendschappelijk                        |                                          |
| 14                                       | 26 mei 2012                              | Ierland – Bosnië en Herzegovina          | 1 – 0                                    | Vriendschappelijk                        |                                          |
| Als speler bij Toronto                   |                                          |                                          |                                          |                                          |                                          |
| 15                                       | 15 augustus 2012                         | Servië – Ierland                         | 0 – 0                                    | Vriendschappelijk                        |                                          |
| 16                                       | 7 september 2012                         | Kazachstan – Ierland                     | 1 – 2                                    | WK 2014 kwalificatie                     |                                          |
| 17                                       | 12 oktober 2012                          | Ierland – Duitsland                      | 1 – 6                                    | WK 2014 kwalificatie                     |                                          |
| 18                                       | 16 oktober 2012                          | Faeröer – Ierland                        | 1 – 4                                    | WK 2014 kwalificatie                     | 88'                                      |
| 19                                       | 11 juni 2013                             | Spanje – Ierland                         | 2 – 0                                    | Vriendschappelijk                        |                                          |
| Als speler bij Metaloerh Donetsk         |                                          |                                          |                                          |                                          |                                          |
| 20                                       | 14 augustus 2013                         | Wales – Ierland                          | 0 – 0                                    | Vriendschappelijk                        |                                          |

## Erelijst
| Scottish Premier League | 2 | 2006/07, 2007/08 |
| Scottish Cup            | 1 | 2006/07          |
| Scottish League Cup     | 1 | 2008/09          |